# Tameka Williams
Tameka Williams (née le 31 août 1989 à Basseterre) est une athlète christophienne, spécialiste du sprint. 

## Biographie
Alors qu'elle était engagée sur 100 mètres et 200 mètres aux Jeux olympiques de 2012, Tameka Williams est exclue de la compétition par sa fédération pour usage supposé de substance interdite.

### Palmarès
| Date | Compétition                                      | Lieu           | Résultat | Épreuve          | Performance |
| ---- | ------------------------------------------------ | -------------- | -------- | ---------------- | ----------- |
| 2007 | Jeux panaméricains                               | Rio de Janeiro | 5e       | 4 x 100 m        | 44 s 14     |
| 2007 | Jeux panaméricains                               | Rio de Janeiro | 9e       | Saut en longueur | 6,10 m      |
| 2009 | Championnats d'Amérique centrale et des Caraïbes | La Havane      | 1re      | 4 x 100 m        | 43 s 53     |
| 2011 | Championnats d'Amérique centrale et des Caraïbes | Mayagüez       | 7e       | 100 m            | 11 s 75     |
| 2011 | Jeux panaméricains                               | Guadalajara    | 4e       | 200 m            | 23 s 06     |

### Records
| Épreuve    | Performance | Lieu       | Date          |
| ---------- | ----------- | ---------- | ------------- |
| 100 mètres | 11 s 18     | San Marcos | 28 avril 2012 |
| 200 mètres | 22 s 45     | Basseterre | 3 juin 2012   |